# Zavjetrinski Antili
Zavjetrinski Antili (niz. Benedenwindse Eilanden) su lanac otoka u Karibima - posebno južni otoci Malih Antila duž jugoistočnog ruba Karipskog mora, sjeverno od venezuelanske obale južnoameričkog kopna. Zavjetrinski Antili, iako su dio Malih Antila, ne smiju se miješati sa Zavjetrinskim otocima (također dio Malih Antila) koji se nalaze sjeveroistočno.
Uglavnom bez vulkanske aktivnosti, otočni luk Zavjetrinskih Antila nalazi se duž deformiranog južnog ruba Karipske ploče i nastao je subdukcijom Karipske ploče ispod Južnoameričke ploče. Nedavne studije pokazuju da Zavjetrinski Antili prirastaju Južnoj Americi.

## Otoci
Zavjetrinske Antile čine (otprilike od zapada prema istoku):
- ABC-otoci (dio Kraljevine Nizozemske)
  -  Aruba, konstitutivna država Kraljevine Nizozemske
  -  Bonaire, dio Karipske Nizozemske (javno tijelo uže Nizozemske)
  -  Curaçao, konstitutivna država Kraljevine Nizozemske
- Savezni teritoriji Venezuele[a]
  - La Blanquilla
  - La Orchila
  - La Sola
  - La Tortuga
  - Las Aves
  - Los Frailes
  - Los Hermanos
  - Los Monjes
  - Los Roques
  - Los Testigos[b]
  - Patos [c]
- Država Nueva Esparta (Venezuela)
  - Coche
  - Cubagua
  - Margarita
- Država Falcón (Venezuela)
  -  poluotok Paraguaná